# Гаманчиця виїмчаста
Гаманчиця виїмчаста (Marsupella emarginata) — вид печіночників порядку юнгерманіальних (Jungermanniales).

## Поширення
Батьківщиною є Європа, Північна Америка, Азія.
Росте на вологих, вільних від вапна скелях і каменях у струмках і вздовж них, лише рідко на ґрунті.

## Характеристика
Рослини виростають від одного до п'яти сантиметрів у висоту та від 0,5 до 2 міліметрів у ширину. Вони утворюють зелені, червонувато-бурі або чорнуваті килимки. Стебла утворюють численні столони. Листки човникоподібні, розпростерті, округлі квадратні або круглі. Вони урізані уздовж на п'яту частину — чверть довжини листа. У центрі листка клітини розміром 13 × 27 мікрометрів мають потовщені кінці. Спори мають діаметр 12 мікрометрів.